# Undheim
Undheim este o localitate din comuna Time, provincia Rogaland, Norvegia, cu o suprafață de 0,39 km² și o populație de 494 locuitori (2013).